# سوءتغذیه پروتئین–انرژی
سوءتغذیهٔ پروتئین-انرژی یا (PEM) نوعی سوءتغذیه است که در آن میزان جذب پروتئین یا کالری نامناسب است.

گزارش سازمان بهداشت جهانی در سال ۲۰۰۲ دربارهٔ تعداد افراد مبتلا به سوءتغذیهٔ پروتئین-انرژی از ۱۰۰٬۰۰۰ نفر جمعیت در کشورهای مختلف جهان.
فاقد اطلاعات
کم‌تر از ۱۰
۱۰-۱۰۰
۱۰۰-۲۰۰
۲۰۰-۳۰۰
۳۰۰-۴۰۰
۴۰۰-۵۰۰
۵۰۰-۶۰۰
۶۰۰-۷۰۰
۷۰۰-۸۰۰
۸۰۰-۱۰۰۰
۱۰۰۰-۱۳۵۰
بیش از ۱۳۵۰

از انواع سوءتغذیهٔ پروتئین-انرژی می‌توان اختلالات زیر را نام برد:
- کواشیورکور
- ماراسم
- کاتابولیسیس

سوءتغذیهٔ پروتئین-انرژی می‌تواند در اثر تغذیهٔ نامناسب یا اختلالاتی چون نارسایی مزمن کلیه که موجب هدر رفتن پروتئین می‌شود یا سرطان ایجاد شود.
این نوع سوءتغذیه در کودکان بیش‌تر رخ می‌دهد، چرا که میزان جذب پروتئین کم‌تری دارند. در کشورهای توسعه‌یافته این اختلال بسیار نادر است و تنها در کودکانی دیده می‌شود که رژیم غذایی چرب و نامناسب دارند یا به شیر حساسیت دارند.